# Campeonato Europeu de Futebol Sub-21
O Campeonato Europeu de Futebol Sub-21 é uma competição de futebol organizada pela UEFA, responsável pelo futebol europeu. Realiza-se de dois em dois anos. A competição existe na sua forma actual desde 1978. Foi precedida pela Challenge Cup Sub-23 de 1967 a 1970. Um verdadeiro campeonato foi formado em 1972.
O limite de idade dos jogadores foi reduzido para 21 para o campeonato de 1978 e assim se mantém até hoje.

## Vencedores

### Vencedores da Challenge Cup Sub-23
| Ano           | Final      | Final             | Final        |
| Ano           | Vencedor   | 2º classificado   | Local        |
| ------------- | ---------- | ----------------- | ------------ |
| Junho 1967    | Bulgária   | Alemanha Oriental | Stara Zagora |
| Setembro 1967 | Bulgária   | Finlândia         | Burgas       |
| Novembro 1967 | Bulgária   | Tchecoslováquia   | Pleven       |
| Abril 1968    | Bulgária   | Países Baixos     | Sofia        |
| Outubro 1968  | Iugoslávia | Bulgária          | Rousse       |
| Junho 1969    | Iugoslávia | Espanha           | Novi Sad     |
| Novembro 1969 | Iugoslávia | Suécia            | Zrejanin     |
| Março 1970    | Iugoslávia | Grécia            | Atenas       |

### Campeões Sub-23
| Ano           | Final           | Final             | Final             |
| Ano           | Vencedor        | Resultado         | 2º classificado   |
| ------------- | --------------- | ----------------- | ----------------- |
| 1972 Detalhes | Tchecoslováquia | 2-2/ 3-1 (5-3 ag) | União Soviética   |
| 1974 Detalhes | Hungria         | 2-3/ 4-0 (6-3 ag) | Alemanha Oriental |
| 1976 Detalhes | União Soviética | 1-1/ 2-1 (3-2 ag) | Hungria           |

### Campeões Sub-21 e Vice-campeões

#### 1976 - 1992
| Ano           | Final           | Final                       | Final              |
| Ano           | Vencedor        | Resultado                   | 2º classificado    |
| ------------- | --------------- | --------------------------- | ------------------ |
| 1978 Detalhes | Iugoslávia      | 1-0/ 4-4 (5-4 ag)           | Alemanha Oriental  |
| 1980 Detalhes | União Soviética | 0-0/ 1-0 (1-0 ag)           | Alemanha Oriental  |
| 1982 Detalhes | Inglaterra      | 3-1/ 2-3 (5-4 ag)           | Alemanha Ocidental |
| 1984 Detalhes | Inglaterra      | 1-0/ 2-0 (3-0 ag)           | Espanha            |
| 1986 Detalhes | Espanha         | 1-2/ 2-1 (3-3 ag, 3-0 g.p.) | Itália             |
| 1988 Detalhes | França          | 0-0/ 3-0 (3-0 ag)           | Grécia             |
| 1990 Detalhes | União Soviética | 4-2/ 3-1 (7-3 ag)           | Iugoslávia         |
| 1992 Detalhes | Itália          | 2-0/ 0-1 (2-1 ag)           | Suécia             |

#### 1994 -
| Ano           | Anfritrião         | Final         | Final              | Final               |
| Ano           | Anfritrião         | Vencedor      | Resultado          | 2º classificado     |
| ------------- | ------------------ | ------------- | ------------------ | ------------------- |
| 1994 Detalhes | França             | Itália        | 1 - 0 a.p.         | Portugal            |
| 1996 Detalhes | Espanha            | Itália        | 1 - 1 (4 - 2) g.p. | Espanha             |
| 1998 Detalhes | Roménia            | Espanha       | 1 - 0              | Grécia              |
| 2000 Detalhes | Eslováquia         | Itália        | 2 - 1              | Tchéquia            |
| 2002 Detalhes | Suíça              | Tchéquia      | 0 - 0 (3 - 1) g.p. | França              |
| 2004 Detalhes | Alemanha           | Itália        | 3 - 0              | Sérvia e Montenegro |
| 2006 Detalhes | Portugal           | Países Baixos | 3 - 0              | Ucrânia             |
| 2007 Detalhes | Países Baixos      | Países Baixos | 4 - 1              | Sérvia              |
| 2009 Detalhes | Suécia             | Alemanha      | 4 - 0              | Inglaterra          |
| 2011 Detalhes | Dinamarca          | Espanha       | 2 - 0              | Suíça               |
| 2013 Detalhes | Israel             | Espanha       | 4 - 2              | Itália              |
| 2015 Detalhes | Chéquia            | Suécia        | 0 - 0 (4 - 3) g.p. | Portugal            |
| 2017 Detalhes | Polónia            | Alemanha      | 1 - 0              | Espanha             |
| 2019 Detalhes | Itália             | Espanha       | 2 - 1              | Alemanha            |
| 2021 Detalhes | Hungria, Eslovênia | Alemanha      | 1 - 0              | Portugal            |
| 2023 Detalhes | Roménia, Geórgia   | Inglaterra    | 1 - 0              | Espanha             |
| 2025 Detalhes | Eslováquia         | Inglaterra    | 3 - 2 a.p.         | Alemanha            |

## Melhor onze de sempre do EURO Sub-21
Em 17 de junho de 2015, a UEFA revelou o melhor onze de todos os tempos do torneio Sub-21.
| Goleiro      | Defensores                                                         | Meias                                      | Atacantes            |
| ------------ | ------------------------------------------------------------------ | ------------------------------------------ | -------------------- |
| Manuel Neuer | Giorgio Chiellini Alessandro Nesta Mats Hummels Branislav Ivanović | Frank Lampard Mesut Özil Andrea Pirlo Xavi | Francesco Totti Raúl |

## Vencedores por Países
| Team          | Winners                          | Runners-up                       | Third place    |
| ------------- | -------------------------------- | -------------------------------- | -------------- |
| Espanha       | 5 (1986; 1998; 2011, 2013, 2019) | 4 (1984, 1996, 2017, 2023)       | 2 (1994, 2000) |
| Itália        | 5 (1992, 1994, 1996, 2000, 2004) | 2 (1986, 2013)                   |                |
| Inglaterra    | 4 (1982, 1984, 2023 e 2025)      | 1 (2009)                         |                |
| Alemanha      | 3 (2009, 2017, 2021)             | 5 (1978, 1980, 1982, 2019, 2025) |                |
| Rússia        | 2 (1980, 1990)                   |                                  |                |
| Países Baixos | 2 (2006 e 2007)                  |                                  |                |
| Sérvia        | 1 (1978)                         | 3 (1990, 2004, 2007)             |                |
| França        | 1 (1988)                         | 1 (2002)                         | 1 (1996)       |
| Tchéquia      | 1 (2002)                         | 1 (2000)                         |                |
| Suécia        | 1 (2015)                         | 1 (1992)                         |                |
| Portugal      |                                  | 3 (1994, 2015, 2021)             | 1 (2004)       |
| Grécia        |                                  | 2 (1988, 1998)                   |                |
| Ucrânia       |                                  | 1 (2006)                         |                |
| Suíça         |                                  | 1 (2011)                         |                |
| Noruega       |                                  |                                  | 1 (1998)       |
| Bielorrússia  |                                  |                                  | 1 (2011)       |

1. ↑  Includes West Germany
2. ↑  Includes the Soviet Union
3. ↑  Includes Yugoslavia and Serbia and Montenegro